# Тритоны (мифология)

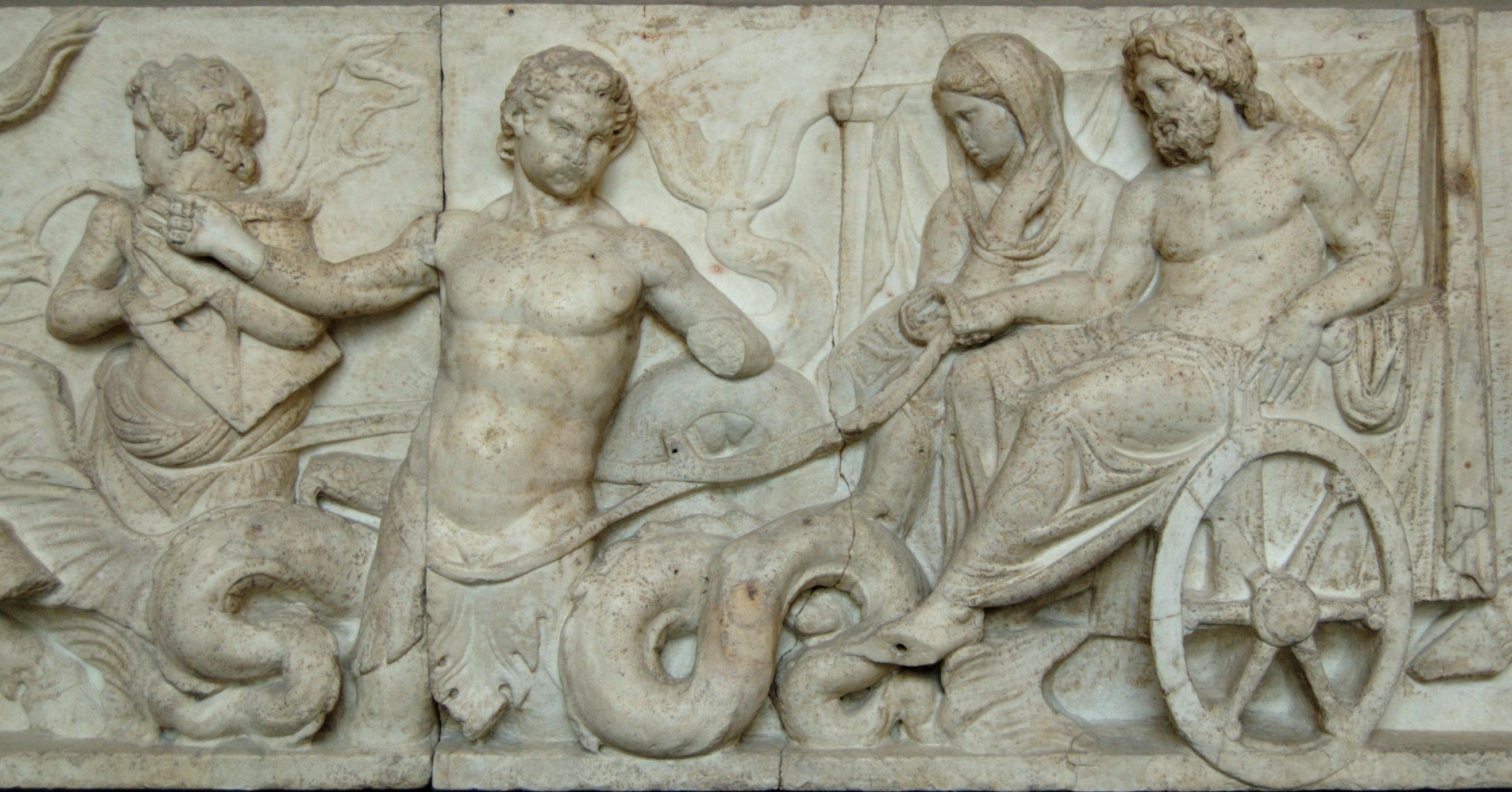
Колесница Амфитриты и Посейдона, запряженная тритонами. Глиптотека Мюнхена

Тритоны — персонажи древнегреческой мифологии. Морские существа, сыновья Тритона и нимф. Составляли свиту Посейдона и Амфитриты. Плавали на дельфинах и трубили в морские раковины.
Существовало два вида тритонов: с рыбьим или дельфиньим хвостом и человеческими руками, а также с рыбьим хвостом и передними ногами коня (ихтиокентавры).